# クリュニー会
クリュニー会（クリュニューかい）は、909年ないし910年にアキテーヌ公ギョーム1世が創設したベネディクト会系のクリュニー修道院を頂点とした修道会。クリュニー修道院はフランス・ブルゴーニュ地方の修道院だが、クリュニー会はロマンス語圏を中心に聖俗両界から支持され広まった。
クリュニー修道院の創建憲章では、
- 修道院長の選出の自主自由
- 国王や伯などの世俗権力・世俗権力同等の司教・創立者とその家族や子孫の、修道院財産ならび戒律への不介入
- 教皇の直接保護（Libertas Romana）の下での存在

を謳っており、世俗権力や地方教会権力および在俗修道院長らによる支配に晒されることなく、自立とベネディクト規律の強化を志した。
クリュニー会はベネディクト戒律を厳粛に守るとともに、農民への布教や貧民救済を行った。クリュニー会の志向は聖俗両界の有力者から強く支持され、有力者が所有する私有修道院の寄進が行われた。その結果、937年までに17の修道院を管轄下に置くこととなった。
クリュニー会はその組織構造を厳密なヒエラルキーの形状にした。クリュニー修道院を頂点として、親修道院と子修道院の上下関係を厳しく定めた。
その後もブルゴーニュをはじめプロヴァンス、オーヴェルニュ、スペイン、イタリアといったロマンス語地域に広がり、またイギリスにも至り、それとともに子修道院・孫修道院の数が増加。994年には37、1048年には65と増加し、12世紀から14世紀にかけては1000以上もの修道院を管轄化に置く一大会派として隆盛を極めた。また影響を及ぼした修道院は3000になったと言われている。それにより頂点たるクリュニー修道院に富と権力が集中し、荘厳なミサの挙行をおこなったり、当時として比類なき大きさの大聖堂を建築したりした。
しかしその豪華で贅沢な生活は時として反発を生み、ペトルス・ダミアニはクリュニー派修道院を脱し、また分離した一部がシトー会を新たに組織したりした。
またドイツ地域に関しては、ゴルツェ修道院を中心として同時代に進んだロレーヌ修道院改革（共通の会則遵守に従いながらも、ヒエラルキー制のない自治的運動）の影響もあって直接的なクリュニーの影響はさほど及ばなかった。
教皇ウルバヌス2世（在位1088年 - 1099年）はクリュニー修道院長をつとめた人物であった。またグレゴリウス7世（在位1073年 - 1085年）はクリュニー会から直接的あるいは間接的に影響を受けたとされる。
シトー会やフランシスコ会・ドミニコ会などの修道院生活刷新運動の影響でクリュニー会は凋落をはじめ、フランス革命に際してクリュニー修道院が破壊されることとなった。
ちなみに、味以上に価格でも有名なブルゴーニュの赤ワインであるロマネ・コンティの畑は、クリュニー会派の修道院が開墾したのがはじまりであり、16世紀まで同修道院の所有であった。また「もう1つのモンラッシェ」と称されるマコン村の白ワインの畑もクリュニー会派の修道院が開墾したものである。